# HD 192699 b
HD 192699 b (بالإنجليزية: HD 192699 b)‏ الذي يرمز له بالرمز HD 192699b، هو كوكب خارج المجموعة الشمسية، في كوكبة العقاب، يتبع النجم HD 192699 ‏.

## الاكتشاف
اكتشف في 10 أبريل 2007.